# 마쓰다이라 노부타카 (가타노하라 마쓰다이라가)
마쓰다이라 노부타카(일본어: 松平信彰, 1782년 12월 9일 ~ 1802년 10월 17일)는 단바 가메야마 번의 제4대 번주이다.
1782년 12월 9일(덴메이 2년 11월 5일), 제3대 번주 마쓰다이라 노부미치의 장남으로 단바 가메야마에서 태어났다. 1791년(간세이 3년), 아버지의 죽음으로 가독을 이어 제4대 번주가 된다. 1796년(간세이 8년 12월), 종5위하 기이노카미(紀伊守)에 서임된다.
1802년(교와 2년) 10월 17일(9월 21일, 혹은 9월 18일, 9월 20일)에 죽었다. 향년 21세.
가독은 양자 마쓰다이라 노부유키가 상속했다.
| 전임 마쓰다이라 노부미치 | 제14대 가타노하라 마쓰다이라 가 당주 1791년 ~ 1802년 | 후임 마쓰다이라 노부유키 |

| 전임 마쓰다이라 노부미치 | 제4대 단바 가메야마 번 번주 (가타하라 마쓰다이라 가) 1791년 ~ 1802년 | 후임 마쓰다이라 노부유키 |